# Sweet California
Sweet California es un grupo femenino español, actualmente integrado por Alba Reig, Sonia Gómez y Tamara Nsue. También llegó a incluir a Rocío Cabrera hasta su salida del grupo en 2016, cuando fue reemplazada por Nsue. 
Fueron descubiertas por la discográfica Warner Music Spain y Must! Producciones y actualmente cuentan con más de 100.000 discos vendidos, un MTV EMA a mejor artista español, un premio DIAL de la emisora Cadena DIAL España, 1 discos de oro y dos de platino y otras más. Se han convertido en la girl band con más éxito en España. [cita requerida]

## Historia

### 2013: Inicios eInfatuated
Fueron descubiertas por la empresa de management responsable del lanzamiento de Auryn, quien apostó por ellas y decidió juntar a las tres chicas llevándolas hasta Madrid. Comenzaron este proyecto las cantantes Rocío Cabrera, Sonia Gómez y Alba Reig, versionando canciones virales como «Troublemaker» o «Price Tag» para subirlas a YouTube a modo de presentación.
Su gran oportunidad de presentación al público fueron sus actuaciones como teloneras en la gira «Anti-Héroes» de Auryn. 
El 30 de julio de 2013, tras haber firmado un contrato con la discográfica Warner Music Spain ese mismo mes, lanzan su primer tema: “Infatuated"  logrando entrar ese mismo año en la lista de Los 40 Principales España

### 2014:Break of Day
En abril de 2014, Sweet California pública su primer álbum Break of day. Grabado entre Nueva York, Los Ángeles y España, es Tony Sánchez es quien se encarga de dirigir la producción. El primer sencillo fue “This is the Life”, un tema con influencias country y una base moderna bailable, al que siguieron «Comprende (It's over)» o «Indigo» logrando todas ellas entrada a la lista de Los 40 Principales España. Break of Day consigue el n.1 en ventas de álbumes, lo que convierte a Sweet California en la única banda de chicas que logra esta popularidad, solo igualada por el debut de las Spice Girls en 1996. Además, el álbum es certificado con el Disco de Oro, y su gira cuelga el cartel de 'No hay entradas' en la mayoría de sus fechas.

### 2015: Reedición deBreak of DayyHead for the stars
En junio de 2015, coincidiendo con el comienzo de la grabación de su segundo álbum, Alba, Rocío y Sonia editan su primer libro biográfico El Amanecer de Sweet California. Un mes después, presentan “Wonder Woman”, un tema pop con toques urbanos y la colaboración del artista estadounidense de hip hop Jake Miller. Es el adelanto de Head for the stars, la nueva entrega del grupo que ve la luz el 18 de septiembre y entra directamente en el número 1 de la lista de ventas en España. Sweet California logra así conseguir dos números 1 en ventas en España y sus dos álbumes en el top 15.

### 2016: Abandono de Rocío Cabrera yHead for the stars 2.0
En febrero de 2016, un comunicado oficial anuncia la marcha de Rocío: 
“... la vida a veces te pone en situaciones difíciles. Hoy, una de nosotras decide tomar su propio camino. Rocío ha decidido dejar el grupo. Los motivos son personales y, aunque nos apena, os pedimos todo el respeto y comprensión hacia la situación”
 Poco después se agrega una nueva miembro al grupo, Tamara Nsue, amiga y bailarina del grupo desde años atrás. Un mes después, el grupo reedita su segundo álbum con nuevo material. Con el título de Head for the stars 2.0, el lanzamiento contiene temas inéditos, regrabaciones del disco original con la voz de la nueva integrante o versiones acústicas. El primer sencillo es “Good lovin’ 2.0”, cuyo videoclip supera el millón de visitas en pocos días. El 18 de marzo de 2016, el nuevo álbum del trío femenino debuta en el n.º 1 de la lista de ventas en España, permanece en ese puesto durante las siguientes semanas y logra conseguir el Disco de Platino por las más de 40.000 copias vendidas. Además, el 8 de abril emprenden su ‘'Wonder Tour 2.0'’ que lleva a Sweet California por toda España.

#### Nuevo álbum:3
El trío pop lanza su tercer álbum de estudio el 2 de diciembre de 2016, al que titulan 3. Su nombre, así lo explican, viene dado porque presentan el álbum dividido en tres secciones temáticas, siendo la primera la agrupación con sonidos «más actuales», una segunda con canciones más retro y con más armonías y una última con temas en español. Su sencillo de presentación es «Good Life», un tema con toques de tropical house producido por Tonino Speciale.
Tras tres semanas de su lanzamiento, consiguen el disco de oro por vender más de 20.000 copias. "3", su nuevo disco, salió en diciembre y poco más de un mes ha sido suficiente para que alcance la certificación de Disco de Platino, tras vender más de 40.000 copias.

### 2017:Ladies' Toury Reedición de3
En marzo de 2017, se embarcan en el Ladies' Tour, su cuarta gira nacional, que las vuelve a llevar por toda España durante más de medio año. En ese mismo mes reciben un Premio DIAL de la emisora Cadena Dial
El 1 de septiembre del mismo año, la girlband estrena la reedición de su tercer álbum, que contiene material inédito, imágenes en DVD del concierto más significativo de su Ladies' Tour, en el Wizink Center de Madrid, y nuevas canciones. Esta reedición también contará con un tema inédito llamado «Ay Dios Mio!», junto a Danny Romero y contara con la colaboración con el dúo italiano Benji & Fede en una versión de su tema «Tutto per una Ragione» titulado «Solo por una Razón».

### 2018: Cuarto álbum:Origen
Durante unos meses, Sweet California estuvo componiendo su cuarto álbum, grabando con productores muy importantes. A su vez siguieron con su gira "Ladies Tour" durante todo el año. 
El 14 de septiembre de 2018 estrenaron su primer sencillo "Loca", con unos matices "afro". "Loca" es un tema pop en español, compuesto por Sweet California en Barcelona, con una temática positiva y la libertad para decidir y vivir conforme a lo que uno cree". El 6 de octubre estrenaron en exclusiva otro tema que formará parte de su cuarto álbum, "El amor es el amor", un tema con un estilo cubano hecho en Miami y compuesto por las tres. Querían apostar por hacer un álbum más de su idioma y por eso decidieron llamarlo Origen, por que como decía Alba: "es como volver a nuestro origen, más bien a nuestro idioma". Este nuevo álbum tiene canciones como "Todo a la vez", "Guay" y cuenta con doce canciones.

### 2019-2020: Álbum Recopilatorio:Hits Reloaded
En diciembre de 2019 se lanza al mercado un álbum recopilatorio: Hits Reloaded, incluye los grandes éxitos de Sweet California,  muchos de ellos sonaron en la radio en su día, principalmente en LOS40 Y Cadena Dial y algunos de ellos regrabados con la voz de Tamara, ya que algunas de esas canciones salieron cuando estaba Rocío Cabrera en el grupo. Además se incluyeron canciones nuevas como Lunes, Me Gusta, Like That junto al artista mexicano Axel Muñiz
Para 2020 tenían previsto iniciar la gira Hits Reloaded, pero fue suspendida en su totalidad debido a la Crisis Sanitaria del COVID-19 en España.

### 2021:Whisper
Tras la pandemia que comenzó en el 2020, Sweet California decide hacer un parón externamente y comenzar a cambiar al equipo que las rodeaba al no dejar explotar la personalidad individual de cada una de las componentes y al querer seguir enfocándolas en una línea infantil. Debido a esto, y aunque siguiesen subiendo contenido como los Reloaded Live, comenzaron a trazar un nuevo camino que les llevaría hacia una nueva era más rompedora y que verdaderamente muestra la auténtica esencia de Sweet California, estamos hablando de una vuelta al inglés con la publicación de Whisper, su primer sencillo promocional del quinto álbum. Según la nota de prensa, "Whisper es toda una declaración de intenciones, un tema de corte pop dance en inglés, que viene acompañado por un vídeo musical en forma de cortometraje, en el que hacen explotar su pasado y logran liberarse de una cárcel metafórica en la que se sentían atrapadas". Así mismo lo quisieron demostrar las componentes del grupo unos días antes del estreno con una serie de adelantos que dejaron boquiabiertos a todo el mundo. Así mismo, el 3 de junio vería la luz el sencillo que está compuesto y producido por las propias chicas y Lyre, productoras internacionales de artistas como Itzy, entre otros.
Cabe destacar la entrevista que subieron hace unos días a su canal de YouTube con Carolina Iglesias donde se sinceran y muestran ese lado oculto que no se veía de Sweet California hasta ahora en una entrevista, donde sacan la verdad de una industria musical muy machista que intentaba mostrar exclusivamente una imagen pura del grupo, sin que pudiesen mostrar abiertamente que van de fiesta, o que escriben canciones que hablan de sexo. 
Sobre el álbum no han querido adelantar mucho, únicamente se sabe que se espera que en otoño pueda salir, que lo compondrá el 70% canciones en inglés y un 30% en español, y que la gran mayoría de las canciones siguen la línea de Whisper, así que solo queda esperar hasta el pistoletazo de salida del que será su quinto álbum de estudio.

### 2022:Land Of The Free
"Land Of The Free" salió a la venta el 25 de febrero de 2022. El primer volumen de una bilogía. Un disco que cuenta con 8 canciones entre las que se incluyen los ya conocidos "Whisper", "Bet on me" y "Tu Mitad De La Cama".
En julio de 2022 tuvieron su actuación más importante en el Festival del Orgullo de Madrid en la Plaza de las Reinas.

### 2023-presente: Hiatus
Las miembros llevan en hiatus desde el 2022. En una entrevista realizada a Sonia en el 2023 declaró que no se han separado, sino que solo están en hiatus temporal dedicandose a sus carreras en solitario.

## Miembros
- Alba Reig (n. 5 de mayo de 1992, Alicante). (2013-2022)
- Sonia Gómez (n. 28 de julio de 1991, Sevilla). (2013-2022)
- Tamara Nsue (n. 8 de julio de 1993, Madrid). (2016-2022)

### Miembros anteriores
- Rocío Cabrera (n. 23 de enero de 1993, Benisa, Alicante). (2013-2016)

## Discografía

### Álbumes de estudio
| Año  | Álbumes | Posiciones máximas | Posiciones máximas | Semanas en lista | Certificaciones  |
| Año  | Álbumes | ESP                | ARG                | ESP              | ESP              |
| ---- | --- | ------------------ | ------------------ | ---------------- | ---------------- |
| 2014 | Break of Day Publicado: 15 de abril de 2014 Reeditado: 24 de febrero de 2015                                                                                                  | 1                  | —                  | 101              | Oro (20.000)     |
| 2015 | Head for the stars Publicado: 18 de septiembre de 2015 Publicado en Argentina: 9 de octubre de 2015 Reeditado: 18 de marzo de 2016 Reeditado en Argentina: 8 de abril de 2016 | 1                  | 4                  | 102              | Platino (40.000) |
| 2016 | 3 Publicado: 2 de diciembre de 2016 Publicado en México: 19 de mayo de 2017 Reeditado: 1 de septiembre de 2017                                                                | 1                  | —                  | 62               | Platino (40.000) |
| 2018 | Origen Publicado: 9 de noviembre de 2018 | 2                  | —                  | 27               | —                |
| 2022 | Land of the Free vol. 1 Publicado: 25 de febrero de 2022 | 8                  | —                  | 2                | —                |

### Álbumes recopilatorios
| Año                                                                         | Álbumes                                         | Posiciones máximas | Semanas en lista | Certificaciones |
| Año                                                                         | Álbumes                                         | ESP                | ESP              | ESP             |
| --------------------------------------------------------------------------- | ----------------------------------------------- | ------------------ | ---------------- | --------------- |
| 2019                                                                        | Hits Reloaded Publicado: 6 de diciembre de 2019 | 6                  | 8                | —               |
| «—» indica que el álbum no fue lanzado o no se posicionó en ese territorio. |                                                 |                    |                  |                 |

### Sencillos
| Sencillo                            | Año  | Posiciones máximas | Álbum                   |
| ----------------------------------- | ---- | ------------------ | ----------------------- |
| «Infatuated»                        | 2013 | 9                  | Break of Day            |
| «This is the life»                  | 2014 | 10                 | Break of Day            |
| «Comprende (it's over)»             | 2014 | —                  | Break of Day            |
| «Vuelvo a ser la rara»              | 2015 | —                  | Break of Day            |
| «Hey Mickey»                        | 2015 | —                  | Break of Day            |
| «WonderWoman» (feat. Jake Miller)   | 2015 | 69                 | Head for the stars      |
| «Down with Ya» (feat. Madcon)       | 2015 | —                  | Head for the stars      |
| «Good Lovin' 2.0»                   | 2016 | —                  | Head for the stars      |
| «Good Life»                         | 2016 | —                  | 3                       |
| «Vuelves» (feat. CD9)               | 2016 | —                  | 3                       |
| «Hum» (feat. Juan Magán)            | 2016 | —                  | 3                       |
| «Ay Dios Mio!» (feat. Danny Romero) | 2017 | —                  | 3                       |
| «Loca»                              | 2018 | —                  | Origen                  |
| «Guay»                              | 2019 | —                  | Origen                  |
| «Lunes»                             | 2019 | —                  | Hits Reloaded           |
| «Me gusta»                          | 2019 | —                  | Hits Reloaded           |
| «Whisper»                           | 2021 | —                  | Land of the Free vol. 1 |
| «Bet On Me»                         | 2021 | —                  | Land of the Free vol. 1 |
| «Tu Mitad de la Cama»               | 2021 | —                  | Land of the Free vol. 1 |
| «Mil Poses»                         | 2022 | —                  | Land of the Free vol. 1 |

#### Sencillos promocionales
| Año  | Nombre               | Artista Invitado | Álbum              |
| ---- | -------------------- | ---------------- | ------------------ |
| 2015 | «Good Lovin'»        |                  | Head For The Stars |
| 2015 | «Down With Ya»       | Madcon           | Head For The Stars |
| 2016 | «Hollywood»          |                  | 3                  |
| 2016 | «Vuelves»            | CD9              | 3                  |
| 2016 | «Ladies' Night»      |                  | 3                  |
| 2016 | «Hum»                | Juan Magán       | 3                  |
| 2018 | «Hey Hola Hello!»    |                  | Origen             |
| 2018 | «El Amor Es El Amor» |                  | Origen             |

### Colaboraciones

#### Colaboraciones en sus álbumes
| Año  | Canción        | Artista colaborador | Álbum              |
| ---- | -------------- | ------------------- | ------------------ |
| 2015 | «WonderWoman»  | Jake Miller         | Head for the stars |
| 2015 | «Down with Ya» | Madcon              | Head for the stars |
| 2015 | «Kids Again»   | Benjamin            | Head for the stars |
| 2016 | «Empire»       | Jack & Jack         | 3                  |
| 2016 | «Vuelves»      | CD9                 | 3                  |
| 2016 | «Hum»          | Juan Magán          | 3                  |
| 2017 | «Ay Dios Mío»  | Danny Romero        | 3                  |

#### Colaboraciones en álbumes de otros artistas
| Año  | Canción              | Artista      | Álbum        |
| ---- | -------------------- | ------------ | ------------ |
| 2016 | «Man on the moon»    | Benjamin     | Fingerprints |
| 2017 | «Shake the Boom»     | Carlos Marco | Chalk Dreams |
| 2017 | «Solo por una razón» | Benji & Fede | 0+           |
| 2019 | «Like That»          | Axel Muñiz   | N/A          |

## Premios y nominaciones
| Año  | Nominación                | Categoría                             | Resultado |
| ---- | ------------------------- | ------------------------------------- | --------- |
| 2014 | Kids Choice Awards        | Mejor Artista Español                 | Nominadas |
| 2014 | Neox Fan Awards           | El grupo que más lo peta              | Nominadas |
| 2014 | Lo Mejor del 2014         | Mejor álbum nacional                  | Ganadoras |
| 2014 | Fórmula Music Spain       | Mejor artista o grupo revelación 2014 | Nominadas |
| 2014 | MTV Europe Music Awards   | Mejor Artista Español                 | Nominadas |
| 2014 | Rollers Music Awards      | Mejor grupo revelación español        | Nominadas |
| 2014 | Premios 40 Principales    | Artista Revelación en 40 Principales  | Nominadas |
| 2015 | MTV Europe Music Awards   | Mejor Artista Español                 | Ganadoras |
| 2015 | MTV Europe Music Awards   | Mejor Artista Europeo                 | Nominadas |
| 2015 | Neox Fan Awards           | El grupo que más lo peta              | Nominadas |
| 2015 | Premios 40 Principales    | Mejor videoclip musical               | Nominadas |
| 2016 | Kids Choice Awards        | Mejor Artista Español                 | Nominadas |
| 2016 | Radio Disney Music Awards | Mejor Artista Español                 | Nominadas |
| 2016 | Premios 40 Principales    | Artista o grupo Lo+40                 | Nominadas |
| 2017 | Kids Choice Awards        | Mejor Artista Español                 | Nominadas |
| 2017 | Premios Cadena DIAL       | Premio Dial                           | Ganadoras |